# Нова национална партија (Гренада)
Нова национална партија (енгл. New National Party, NNP) је конзервативна политичка странка на Гренади. Настала је у лето 1984. спајањем неколико десничарских странака — Гренадске националне партије Херберта Блејза, Националне демократске партије Џорџа Бризена и Гренадског демократског покрета (ГДМ) Френсиса Алексиса. У децембру исте године је победила на првим демократским изборима након америчке инвазије. Бризенова фракција је у априлу 1987. изашла и заједно с опозицијом формирала Национални демократски конгрес (НДЦ), који ће јој постати главни супарник. ННП је изгубила изборе 1990. и била у опозицији све до 1995. године, када је поновно добила изборе. ННП је на власти остала до избора 2008. када ју је поразила НДЦ. ННП данас са 4 од 15 места у Заступничком дому ужива статус званичне опозиције у гренадском парламенту. На изборима 2013. ННП је освојила свих 15 места у Заступничком дому и тако остварила историјски резултат.